# Abou Walaa
Ahmad Abdulaziz Abdullah A., né en 1984 à Kirkouk, plus connu sous le nom de guerre Abou Walaa (ou Abu Walaa), est un prédicateur islamiste irakien vivant à Hildesheim (Basse-Saxe, Allemagne).

## Biographie
Ahmad Abdulaziz Abdullah A. serait arrivé en Allemagne mineur. Il aurait acquis plusieurs magasins de textiles à Brunswick et Wolfsburg (Basse-Saxe) et aurait deux femmes avec qui il aurait eu plusieurs enfants. Son charisme facilite ultérieurement une ascension rapide dans la sphère djihadiste. 
À la tête d'un réseau de recrutement de djihadistes dans le nord et l'ouest de l'Allemagne entre janvier et juillet 2015 pour le compte du groupe État islamique, il offrait un soutien logistique aux candidats au départ en Syrie à partir de la mosquée de Hildesheim. Selon un bilan présenté en mai 2016 par le renseignement intérieur allemand, 820 djihadistes ont quitté l’Allemagne pour la Syrie et l’Irak, 140 y ayant trouvé la mort et un tiers étant revenu dans leur pays. Quelque 420 seraient ainsi encore en territoire syrien ou irakien.
En arabe et en allemand, Abou Walaa prônait un islam radical via des vidéos diffusées sur Internet (sa page Facebook comptait 25 000 fans), apparaissaissant toujours le visage masqué ou de dos, portait barbe et djellaba noire, cheveux toujours couverts par un turban, par mimétisme avec le calife autoproclamé Abou Bakr al-Baghdadi. 
La surveillance donnant peu d'éléments de son implication criminelle début 2016, c'est le témoignage d'un jeune djihadiste de 22 ans de retour de Syrie, qui permet des avancées dans l'enquête et l'interpellation d'Abou Walaa, qui est arrêté avec quatre complices début novembre 2016. Ses quatre complices présumés sont Hasan C., un Germano-Serbe de 36 ans, Boban S., un Allemand de 27 ans, Mamoud O., un Camerounais de 26 ans, Ahmed F. Y. et un Turc de 50 ans, les deux premiers étant supposés avoir formé Anis Amri, futur assassin de l'attentat du 19 décembre 2016 à Berlin. L'association qui gérait la mosquée, le Cercle de l'islam de langue allemande (DIK) est interdite quelques semaines plus tard.